# Bijan Nadjdi
Pour les articles homonymes, voir Bijan.
Œuvres principales
- Les léopards qui ont couru avec moi

Bijan Nadjdi ou Bijan Najdi (en persan : بیژن نجدی [biːʒæn nædʒdi]), né le 15 novembre 1941 à Khash et mort le 25 août 1997 à Lahidjan, était écrivain et poète iranien. Il est mort d'un cancer du poumon en 1994 ; sa tombe se situe à Lahidjan. Il est considéré comme un écrivain post-moderne. Les Léopards qui ont couru avec moi (en persan : یوزپلنگانی که با من دویده‌اند), publié en 1997, est son ouvrage le plus célèbre.